# Lolo ball
La Lolo ball, conosciuta anche coi nomi di Pogo Ball, Springbal, Lolobal, Disc-O o Pogobal è un giocattolo inventato da due belgi, Van Der Cleyen e Ribbens nel 1969.
Negli anni ottanta i diritti vengono acquisiti dalla Hasbro che produrrà il gioco fino ai primi anni novanta.